# Bab el Jazira

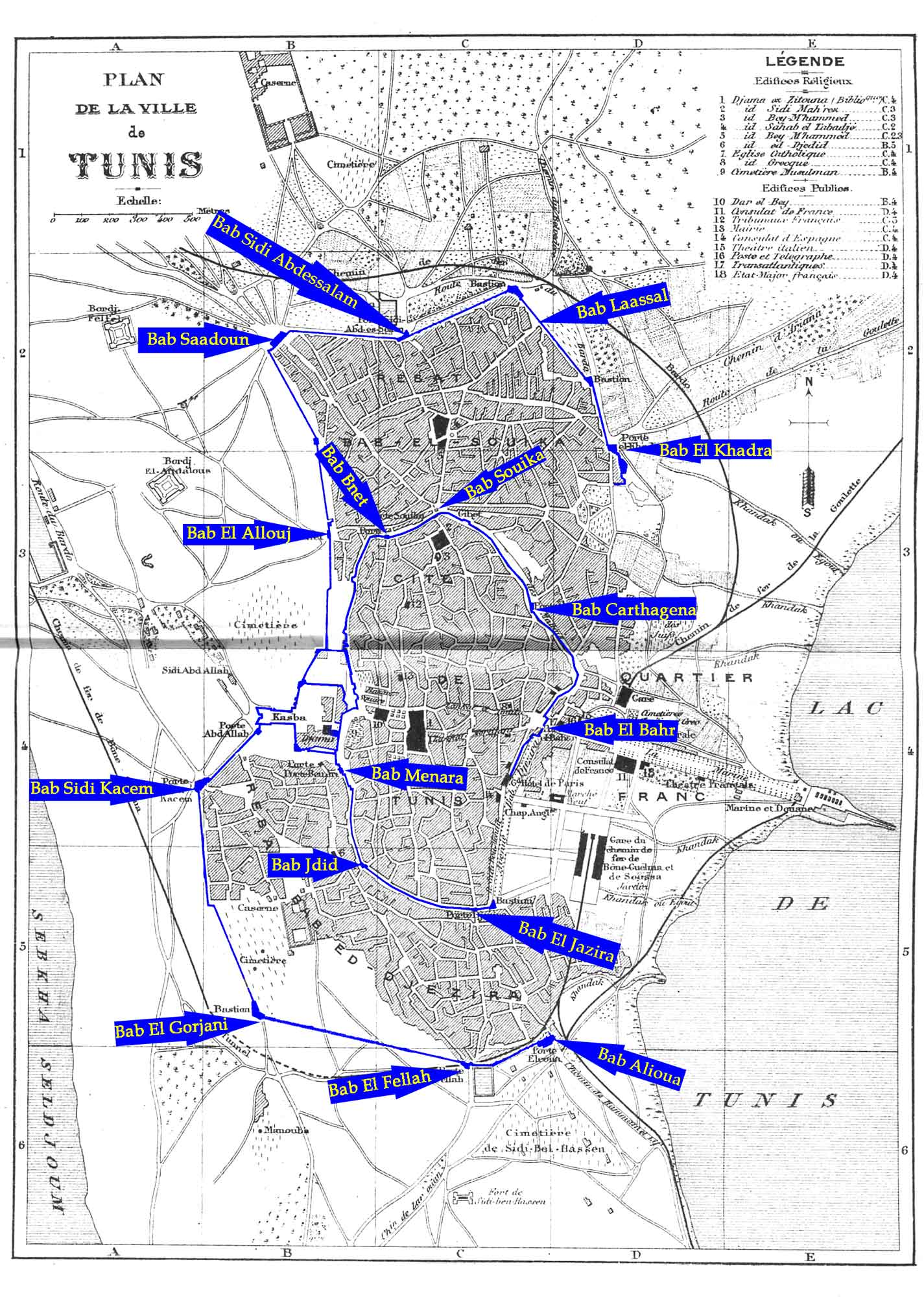
Kaart van Tunis uit 1888: Bab el Jazira is de vijfde van boven aan de rechterkant.

De Bab el Jazira (ook Bab Dzira, Arabisch: باب الجزيرة; Poort van het eiland) is een stadspoort ongeveer 160 kilometer ten zuiden van de Tunesische hoofdstad Tunis. Het bouwwerk is een van de oudste delen van de stad Kairouan in een van de noordelijkste gouvernementen van Tunesië: Nabeul.